# Liste der Stolpersteine in Prag-Staré Město

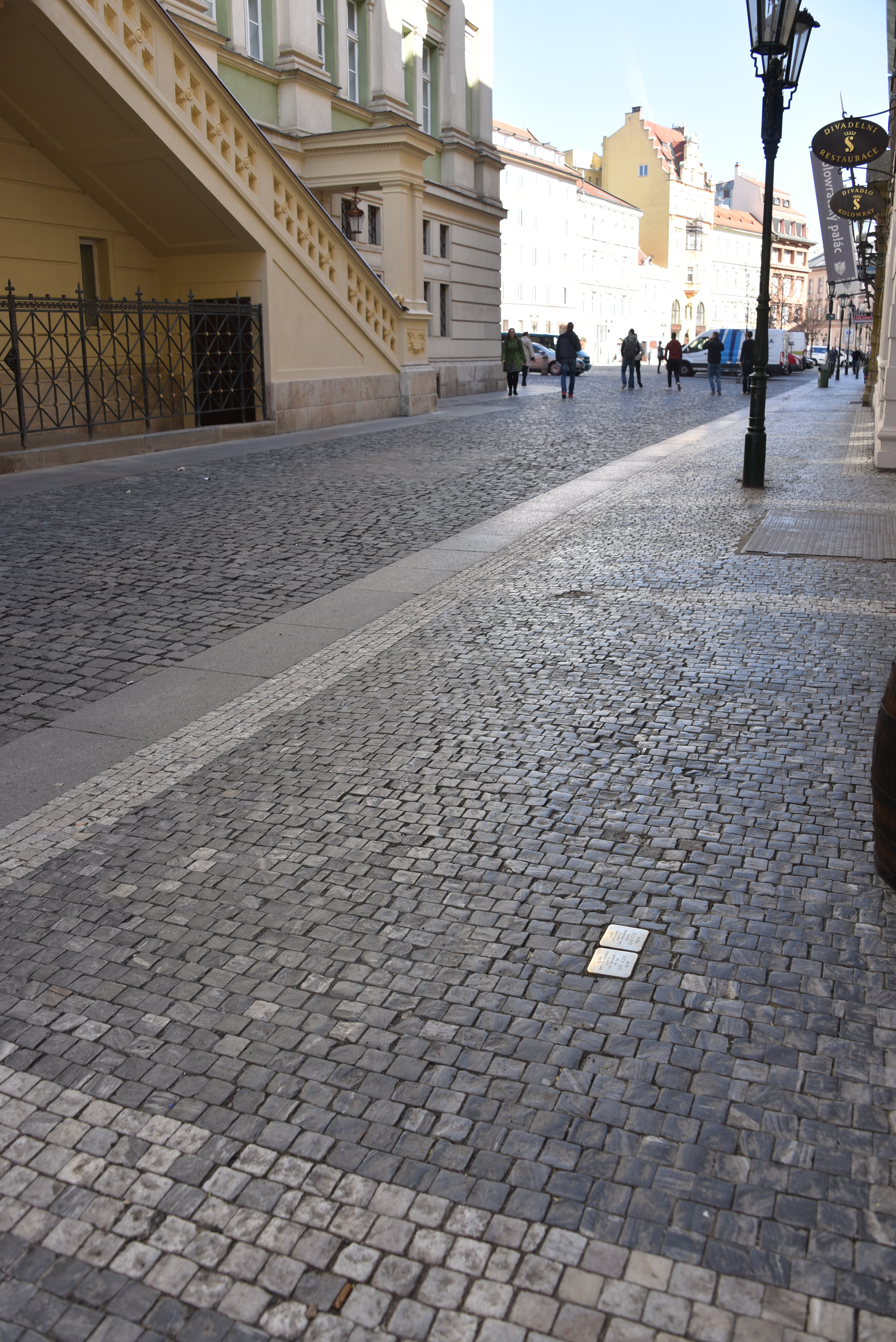
Stolpersteine in Prag-Staré Město

Die Liste der Stolpersteine in Prag-Staré město listet die Stolpersteine im Verwaltungsbezirk Staré Město in Prag auf. Die Stolpersteine erinnern an das Schicksal der Menschen, welche von den Nationalsozialisten ermordet, deportiert, vertrieben oder in den Suizid getrieben wurden.
Das tschechische Stolpersteinprojekt Stolpersteine.cz wurde 2008 durch die Česká unie židovské mládeže (Tschechische Union jüdischer Jugend) ins Leben gerufen und stand unter der Schirmherrschaft des Prager Bürgermeisters. Die Stolpersteine liegen vor dem letzten selbstgewählten Wohnort des Opfers. Die Stolpersteine werden auf Tschechisch stolpersteine genannt, alternativ auch kameny zmizelých (Steine der Verschwundenen).

## Verlegte Stolpersteine
Die Tabelle ist teilweise sortierbar; die Grundsortierung erfolgt alphabetisch nach dem Familiennamen.
| Stolperstein        | Übersetzung | Verlegort                          | Name, Leben          |
| ------------------- | --- | ---------------------------------- | -------------------- |
|                     | HIER LEBTE HEŘMAN ABELES GEBOREN 1892 DEPORTIERT 1941 NACH ŁÓDŹ ERMORDET                                        | Pařížská 1068/10                   | Ing. Heřman Abeles   |
|                     | HIER LEBTE EVA ABELESOVÁ GEBOREN 1930 DEPORTIERT 1941 NACH ŁÓDŹ ERMORDET                                        | Pařížská 1068/10                   | Eva Abelesová        |
|                     | HIER LEBTE ZDĔNKA ABELESOVÁ GEBOREN 1903 DEPORTIERT 1941 NACH ŁÓDŹ ERMORDET                                     | Pařížská 1068/10                   | Zděnka Abelesová     |
|                     | HIER WOHNTE HANUŠ ADLER JG. 1922 DEPORTIERT 1941 NACH ŁÓDŹ ERMORDET                                             | Ovocný trh 580/2                   | Hanuš Adler          |
|                     | HIER WOHNTE IDA ASCHENBRENNEROVÁ JG. 1882 DEPORTIERT 1942 NACH THERESIENSTADT ERMORDET                          | Rybná 681/11                       | Ida Aschenbrennerová |
|                     | HIER WOHNTE MARKÉTA AUERBACHOVÁ JG. 1907 DEPORTIERT 1941 NACH ŁÓDŹ ERMORDET                                     | Králodvorská 1086/14 (Staré město) | Markéta Auerbachová  |
|                     | HIER WOHNTE ARTUR BASS JG. 1881 DEPORTIERT 1941 NACH ŁÓDŹ ERMORDET 17.1.1943 EBENDORT                           | Ovocný trh 580/2                   | Artur Bass           |
|                     | HIER WOHNTE PAULA BASS JG. 1891 DEPORTIERT 1941 NACH ŁÓDŹ ERMORDET EBENDORT                                     | Ovocný trh 580/2                   | Paula Bass           |
|                     | HIER WOHNTE HERBERT FISCHER JG. 1915 DEPORTIERT 1942 NACH THERESIENSTADT 1943 NACH AUSCHWITZ ERMORDET           | Týnská 1053/19                     | Herbert Fischer      |
|                     | HIER WOHNTE JULIE FISCHEROVÁ JG. 1884 DEPORTIERT 1942 NACH THERESIENSTADT 1944 NACH AUSCHWITZ ERMORDET          | Týnská 1053/19                     | Julie Fischerová     |
|                     | HIER WOHNTE ARNOŠT GROSSLICHT JG. 1878 DEPORTIERT 1942 NACH THERESIENSTADT ERMORDET IN SOBIBOR                  | Široká 118/20                      | Arnošt Grosslicht    |
|                     | HIER WOHNTE FRANTIŠEK GROSSLICHT JG. 1914 DEPORTIERT 1942 NACH THERESIENSTADT ERMORDET IN SOBIBOR               | Široká 118/20                      | František Grosslicht |
|                     | HIER WOHNTE ELSA GROSSLICHTOVÁ JG. 1890 DEPORTIERT 1942 NACH THERESIENSTADT ERMORDET IN SOBIBOR                 | Široká 118/20                      | Elsa Grosslichtová   |
|                     | HIER WOHNTE LUDVÍK HASTERLÍK JG. 1881 DEPORTIERT 1942 NACH THERESIENSTADT ERMORDET 1942 IN TREBLINKA            | Michalská 21                       | Ludvík Hasterlík     |
|                     | HIER WOHNTE VILÉM HASTERLÍK JG. 1891 DEPORTIERT 1942 NACH THERESIENSTADT ERMORDET 26.4.1943 IN AUSCHWITZ        | Michalská 21                       | Vilém Hasterlík      |
|                     | HIER WOHNTE MATYLDA HASTERLÍKOVÁ JG. 1872 DEPORTIERT 1942 NACH THERESIENSTADT ERMORDET 1942 EBENDORT            | Michalská 21 (Staré město)         | Matylda Hasterlíková |
|                     | HIER WOHNTE RŮŽENA HASTERLÍKOVÁ JG. 1892 DEPORTIERT 1942 NACH THERESIENSTADT ERMORDET 26.4.1943 IN AUSCHWITZ    | Michalská 21                       | Růžena Hasterlíková  |
| vermutlich entfernt | HERE LIVED ALBERT HELLER BORN 1870 DEPORTED 1942 TO THERESIENSTADT MURDERED IN TREBLINKA                        | Pařížská 1076/7                    | Albert Heller        |
| vermutlich entfernt | HERE LIVED GRÉTA HELLEROVÁ BORN 1903 DEPORTED 1942 TO THERESIENSTADT MURDERED 23.7.1943 IN AUSCHWITZ            | Pařížská 1076/7                    | Gréta Hellerová      |
|                     | HIER WOHNTE HANUŠ KATZ JG. 1924 DEPORTIERT 1942 NACH THERESIENSTADT ERMORDET IN MAJDANEK                        | Dlouhá 733/29                      | Hanuš Katz           |
|                     | HIER WOHNTE ROBERT KATZ JG. 1924 DEPORTIERT 1942 NACH THERESIENSTADT ERMORDET IN MAJDANEK                       | Dlouhá 733/29                      | Robert Katz          |
|                     | HIER WOHNTE KAMILA KATZOVÁ JG. 1923 DEPORTIERT 1942 NACH THERESIENSTADT ERMORDET                                | Dlouhá 733/29                      | Kamila Katzová       |
|                     | HIER WOHNTE ZDĚNKA KATZOVÁ JG. 1891 DEPORTIERT 1942 NACH THERESIENSTADT ERMORDET                                | Dlouhá 733/29                      | Zděnka Katzová       |
|                     | HIER WOHNTE ROBERT KOHN JG. 1880 DEPORTIERT 1942 NACH THERESIENSTADT ERMORDET IN SOBIBOR                        | Haštalská 790/11                   | Robert Kohn          |
|                     | HIER WOHNTE IRMA KOHNOVÁ JG. 1883 DEPORTIERT 1942 NACH THERESIENSTADT ERMORDET IN SOBIBOR                       | Haštalská 790/11                   | Irma Kohnová         |
|                     | HIER WOHNTE MAXIMILIAN LASCH JG. 1890 DEPORTIERT 1941 NACH ŁÓDŹ ERMORDET                                        | Dušni 112/16                       | Maximilian Lasch     |
|                     | HIER WOHNTE RUDOLF LASCH JG. 1890 DEPORTIERT 1942 NACH ŁÓDŹ ERMORDET IN RIGA                                    | Dušni 112/16                       | Rudolf Lasch         |
|                     | HIER WOHNTE SOPHIE LIEBEN JG. 1888 DEPORTIERT 1943 NACH THERESIENSTADT ERMORDET IN AUSCHWITZ                    | Kozí 916/5                         | Sophie Lieben        |
|                     | HIER WOHNTE KAREL MAUTNER JG. 1896 DEPORTIERT 1942 NACH THERESIENSTADT 1942 NACH RAASIKU ERMORDET               | Benediktská 689/8                  | Karel Mautner        |
|                     | HIER WOHNTE JUDR. ARTUR MOHR JG. 1883 DEPORTIERT 1941 NACH ŁÓDŹ ERMORDET EBENDORT                               | Bartolomějská 304/1                | Judr. Artur Mohr     |
|                     | HIER WOHNTE FLORA MOHROVÁ JG. 1883 DEPORTIERT 1941 NACH ŁÓDŹ ERMORDET EBENDORT                                  | Bartolomějská 304/1                | Flora Mohrová        |
|                     | HIER WOHNTE KATEŘINA MOHROVÁ JG. 1913 DEPORTIERT 1941 NACH ŁÓDŹ ERMORDET EBENDORT                               | Bartolomějská 304/1                | Kateřina Mohrová     |
|                     | HIER WOHNTE BENJAMIN ROSENSTEIN JG. 1886 DEPORTIERT 1942 NACH THERESIENSTADT ERMORDET                           | Týnská 626/9                       | Benjamin Rosenstein  |
|                     | HIER WOHNTE BEDŘICH SCHULZ JG. 1903 DEPORTIERT 1943 NACH THERESIENSTADT ERMORDET 17.1.1945 IN KAUFERING         | Anežská 812/14                     | Bedřich Schulz       |
|                     | HIER WOHNTE OSKAR SCHWARZKOPF JG. 1883 DEPORTIERT 1942 NACH THERESIENSTADT ERMORDET IN AUSCHWITZ                | Celetná 592/23                     | Oskar Schwarzkopf    |
|                     | HIER WOHNTE HELENA WINTEROVÁ GEB. POPPEROVÁ BORN 1904 DEPORTIERT 1942 NACH THERESIENSTADT ERMORDET IN AUSCHWITZ | Rybná 668/2 (Staré město)          | Helena Winterová     |